# Grammoptera nanella
Grammoptera nanella är en skalbaggsart som först beskrevs av Henry Frederick Wickham 1914.  Grammoptera nanella ingår i släktet Grammoptera och familjen långhorningar. Inga underarter finns listade i Catalogue of Life.